# OpenH323
OpenH323 — свободный и открытый проект (под лицензией Mozilla Public License), который разрабатывается с 1999 года под руководством Craig Southeren и Robert Jongbloed и предлагает полную поддержку VoIP зонтичного стандарта H.323 группы протоколов. Код написан на C++ и состоит из нескольких библиотек и клиентских приложений.

## Реализация протоколов VoIP
- PWLib (Portable Windows Library) — многоплатформенная библиотека классов C++. Программы, основанные на PWLib, могут работать в Microsoft Windows, Windows NT, GNU/Linux, Solaris, xBSD, Mac OS X, VxWorks, Windows CE. Библиотека содержит как «базовые» классы (строки, массивы, списки), так и классы более высокого уровня функциональности (создание сетей, нескольких потоков).
- OpenH323 — библиотека для разработки приложений с поддержкой протокола H.323. Для реализации платформонезависимого кода используется PWLib. Библиотека имеет свой собственный ASN.1 парсер, который создает классы для кодирования и декодирования сообщений протокола H.323.
- OPAL — является «следующим поколением» OpenH323 с новой архитектурой. Он включает в себя не только поддержку H.323 и SIP, но и возможность легкого добавления новых VoIP протоколов или устройств.

## Приложения, включенные в состав OpenH323
- OpenMCU — сервер конференций. Был создан в мае 2000 года Craig Southeren как эксперимент при исследовании возможностей работы аудио MCU. Эта работа продолжается, и на данный момент OpenMCU поддерживает работу с видео‐ и аудиоинформацией. С 2009 года в виде самостоятельного проекта дорабатывается российским программистом Варнавским Андреем Ивановичем (в 2013 году ответвившийся проект во избежание путаницы переименован в OpenMCU-ru).
- OpenAM — является простым автоответчиком, использующим протокол H.323. Для работы требует библиотеку OpenH323.
- OpenIVR — Интерактивный голосовой автоответчик IVR для протокола H.323, использующий скриптовый язык VXML. Он также использует OpenH323 и может использовать Festival Архивная копия от 2 марта 2022 на Wayback Machine или Microsoft SAPI для преобразования текста в речь. Поддерживает G.723.1, G.711 muLaw и A-Law, GSM, Microsoft MS-GSM , а также LPC10 кодеки.
- OpenGK — очень простой привратник (gatekeeper) для H.323
- PSTNGw — выполняет функции шлюза между H.323 и PSTN
- Оhphone — приложение командной строки, которое может получать информацию о входящих вызовах H.323 или инициировать звонок на удаленный хост.